# Aleksandr Rutskoj
Aleksandr Vladimirovitj Rutskoj (russisk: Александр Владимирович Руцкой, født 16. september 1947) er en russisk politiker, der blev indsat af parlamentet som Ruslands fungerende præsident under den russiske forfatningskrise i 1993, da præsident Boris Jeltsin blev anklaget for at overtræde forfatningen.